# Proboscidula
Proboscidula is een geslacht van spinnen uit de  familie van de Theridiidae (kogelspinnen).

## Soorten
- Proboscidula loricata Miller, 1970
- Proboscidula milleri Knoflach, 1995